# Tomasz Garbowski
Tomasz Robert Garbowski (Kluczbork; 7 de Janeiro de 1979 — ) é um político da Polónia. Ele foi eleito para a Sejm em 25 de Setembro de 2005 com 7517 votos em 21 no distrito de Opole, candidato pelas listas do partido Sojusz Lewicy Demokratycznej.